# ベンジャミン・ハリソン
ベンジャミン・ハリソン（Benjamin Harrison, 1833年8月20日 - 1901年3月13日）は、アメリカ合衆国の軍人・政治家。第23代アメリカ合衆国大統領。祖父は第9代大統領ウィリアム・H・ハリソン。
ハリソンはオハイオ州ノースベンドに生まれ、21歳のときにインディアナ州インディアナポリスに移り住み、そこで政治家として成功した。南北戦争の間、彼は准将としてカンバーランド陸軍の第20軍に所属した。戦後彼はインディアナ州知事選に出馬したが落選した。その後同州から上院議員に選出された。
1888年、ハリソンは共和党大統領候補に選出され、民主党の現職グロバー・クリーブランドを破って大統領に当選した。その任期はマッキンリー関税とシャーマン法を含む経済政策および、初めて10億ドルに達した連邦政府の年間支出で特徴付けられる。民主党は「10億ドルの議会」を攻撃し、その材料に不評を囲った高率関税に伴う問題を使用した。そして1890年の中間選挙および1892年の大統領選両方で共和党は敗北する。彼はまた、6つの州が合衆国に再加入したときの大統領であった。
1892年の大統領選ではクリーブランドに敗れ、再選に失敗したハリソンはインディアナポリスでの私生活に戻った。彼は後にベネズエラ共和国とイギリスの国際裁判でベネズエラの弁護を担当した。1900年に彼は裁判に関連してヨーロッパを訪問し、短期間の滞在の後にインディアナポリスに戻り、翌年インフルエンザからの合併症で死去した。彼はインディアナ州から選出された唯一の大統領であり、祖父も大統領であった唯一の大統領である。また、曾祖父が独立宣言署名者であった唯一の大統領でもある。

## 生涯

### 生い立ちと初期の経歴
ハリソンの一族は最初にバージニアに移住した中にあった。新世界でのその起源は、1630年にジェームズタウンに到着したイギリス人、ベンジャミン・ハリソンまで遡る。後に大統領となるベンジャミンは、1833年8月20日にオハイオ州ハミルトン郡、ノースベンドでジョン・スコット・ハリソン（後にオハイオ州から連邦下院議員に選出）とエリザベス・ラムゼイ・アーウィンの8人の子供の2番目として生まれる。ベンジャミンはウィリアム・ヘンリー・ハリソン大統領の孫であり、独立戦争の指導者でありバージニア州知事であったベンジャミン・ハリソン5世の曾孫であった。祖父が大統領に選出されたとき、ハリソンは7歳であったが、彼は就任式には出席しなかった。ハリソンの一家は歴史を持つ名家であったが、彼は裕福な環境で成長することはなかった。ジョン・スコット・ハリソンの農業所得の大半は子供の教育に費やされた。わずかな収入にもかかわらず、ハリソンの少年時代は野外での釣りや狩猟で費やされ、彼はそれを楽しんだ。
ベンジャミン・ハリソンが受けた幼年期の公教育は、家の近くにある教室が一つだけの学校で行われたが、彼は後に大学進学のため家庭教師から教育を受けた。ハリソンと兄弟のアーウィンは1847年にシンシナティ近くのファーマーズ・カレッジに入学した。ハリソンは同校に2年間通学した。1850年に彼はオハイオ州オックスフォードのマイアミ大学に転学し、ここでファイ・デルタ・シータのメンバーとなり、1852年に卒業した。マイアミでの同窓生にはジョン・アレクサンダー・アンダーソンとホワイトロー・リードがいた。後にアンダーソンは連邦下院議員を6期務め、リードはハリソンの副大統領候補となった。マイアミで学ぶ間、ハリソンは歴史と政治経済学の教授であるロバート・ハミルトン・ビショップに大きく影響を受けた。マイアミで彼は長老派教会に加わり、自らの母のように死ぬまでそのメンバーであった。大学を卒業すると彼はシンシナティのストーラー・アンド・グウィン法律事務所で法律を学んだが、それを終える前に結婚のためオックスフォードに戻った。
ファーマーズ・カレッジ在学中にハリソンはキャロライン・ラヴィニア・スコットに出会った。彼女は学長であり長老派牧師のジョン・ウィザースプーン・スコットの娘であった。1853年10月20日に彼らはキャロラインの父親の教会で結婚した。夫妻の間には2人の子供、ラッセル・ベンジャミン・ハリソン（1854年8月12日 - 1936年12月13日）およびメアリー・「マミー」スコット・ハリソン・マッキー（1858年4月3日 - 1930年10月28日）がいた。
1853年の結婚の後、ハリソンは父親の農場に戻りそこで法律の学習を終えた。同年、叔母の死によって800ドルを引き継ぎ、それを元に翌54年インディアナポリスに転居した。彼はインディアナポリスで法曹界入りし、ジョン・H・レイのオフィスで弁護士を開業した。同年インディアナポリスの連邦裁判所の廷吏となり、1日あたり2.50ドルを稼ぐようになった。彼は判決の発表に責任を負うこととなった。
インディアナポリスでハリソンはユニバーシティ・クラブ（私的な紳士クラブ）の初代会長となり、またインディアナポリスのファイ・デルタ・シータ卒業生クラブの初代会長となった。ハリソンはホイッグ党員の家庭で成長し、若年期には自らがホイッグ党の支持者であった。彼は共和党に結成後間もない1856年に参加し、同年大統領候補のジョン・C・フレモントの支援活動を行った。彼は同じ選挙でインディアナポリス市の代理人に当選し、400ドルの年俸を得ることとなった。
1858年、ハリソンはウィリアム・ウォレスと共に法律事務所、ウォレス・アンド・ハリソンを開業した。ハリソンは1860年、インディアナ州最高裁判所の報告官に共和党候補として立候補した。これが彼の最初の政治への進出であった。この職は政治的なものではなかったが、彼は党の綱領の活発な支持者であった。選挙戦で彼は共和党を代表して、民主党知事候補で後の副大統領のトーマス・A・ヘンドリックスと討論した。事務所の共同経営者のウォレスが1860年に郡書記に選出されると、ハリソンはウィリアム・フィッシュバックと共にフィッシュバック・アンド・ハリソンを開業し、事務所は彼が陸軍に入隊するまで続けられた。

### 軍歴
ハリソンは南北戦争中に准将として北軍に勤務し、1865年に除隊した。1864年10月に州最高裁判所の速記係に再選され、4年間務めた。

### 政治経歴
彼は1876年にインディアナ州知事選に共和党候補として出馬したが、落選した。彼は1879年にミシシッピ川委員会のメンバーに任命され、1881年3月4日から1887年3月3日まで同職を務めた後、共和党の上院議員として選出された。彼は沿岸地方への輸送路委員会委員長（第47議会）および準州委員会委員長（第48議会、第49議会）だった。

### 大統領職
ハリソンは1888年に大統領に選出された。大統領選挙の一般投票では、ハリソンが約9万票クリーブランドより少ない得票だったが、選挙人選挙では233票対168票で勝利した。就任式では、祖父の形見のハットを用いた。
ハリソンの政権で成立した法律で特筆すべきが「マッキンリー関税法」と「シャーマン購銀法」である。マッキンリー関税法により輸入品に対する関税は50パーセント以上に引き上げられ、外国製品の価格は高騰、国内市場は国産製品の独擅場となった。シャーマン購銀法は、政府の毎月450万オンスの銀購入が義務化された。また、「シャーマン反トラスト法」を成立させ、一部企業による独占資本に制限を加えようとしたが、大資本に牛耳られた連邦議会により骨抜きにされた抜け穴だらけの所謂ザル法として成立した。

#### 内閣
| 職名         | 氏名                               | 任期            |
| ------------ | ---------------------------------- | --------------- |
| 大統領       | ベンジャミン・ハリソン             | 1889年 - 1893年 |
| 副大統領     | リーヴァイ・P・モートン            | 1889年 - 1893年 |
| 国務長官     | ジェイムズ・G・ブレイン            | 1889年 - 1892年 |
| 国務長官     | ジョン・W・フォスター              | 1892年 - 1893年 |
| 財務長官     | ウィリアム・ウィンダム             | 1889年 - 1891年 |
| 財務長官     | チャールズ・フォスター             | 1891年 - 1893年 |
| 陸軍長官     | レッドフィールド・プロクター       | 1889年 - 1891年 |
| 陸軍長官     | スティーヴン・ベントン・エルキンズ | 1891年 - 1893年 |
| 司法長官     | ウィリアム・H・H・ミラー           | 1889年 - 1891年 |
| 郵政公社総裁 | ジョン・ワナメイカー               | 1889年 - 1893年 |
| 海軍長官     | ベンジャミン・F・トレーシー        | 1889年 - 1893年 |
| 内務長官     | ジョン・W・ノーブル                | 1889年 - 1893年 |
| 農務長官     | ジェレマイア・マクレイン・ラスク   | 1889年 - 1893年 |

### 退任後
1892年に再選を目指したが、このときはクリーブランドに敗れた。同年10月に妻キャロラインが60歳で死去。
公職を退いた後、ハリソンはインディアナに戻った。1895年7月から1901年3月までハリソンはパデュー大学の評議員を務めた。大学の寮、ハリソン・ホールは彼に因んで命名された。1896年に彼は前妻の姪で25歳年下のメアリー・スコット・ディミックと再婚した。ハリソンの成人した子供、当時41歳のラッセルと38歳のメアリーは結婚に反対し、結婚式に出席しなかった。ハリソンとメアリーは娘のエリザベス（1897年2月21日 - 1955年12月26日）をもうけた。1899年にハリソンはハーグで開催された第一回万国平和会議に参加した。彼は連邦政府と大統領職に関する一連の記事を執筆し、1897年に「This Country of Ours」のタイトルで出版された。1894年の数ヶ月間、彼はカリフォルニア州サンフランシスコを訪問し、スタンフォード大学で法律学の講義を行った。1896年には共和党員の何人かの友人が再び大統領選に出馬するよう彼を説得しようとしたが、彼はそれを断り公然にウィリアム・マッキンリーを支持し、応援演説のために国中を旅行した。
1900年、彼はベネズエラとイギリスの間の境界論争で、ベネズエラ共和国の弁護士を務めた。両国はベネズエラと英領ギアナ間の国境に関して争った。国際法廷での裁判が同意され、ベネズエラ政府は代理人としてハリソンに依頼を行った。彼は法廷で論争しながら、800ページの要約を作成し、パリに赴き法廷で25時間以上を過ごした。彼は訴訟に敗北したが、法的に認められた主張によって国際的な名声を得た。
厳かな長老政治家として過ごした後、ハリソンは1901年2月に重い風邪を発症した。蒸気吸入による治療にもかかわらず、その容体は悪化し、1901年3月13日水曜日、自宅においてインフルエンザと肺炎のため死去した。67歳であった。ハリソンはインディアナポリスのクラウン・ヒル墓地に埋葬され、2人の妻の間で眠る。

## トリビア
1891年にホワイトハウスに初めて電灯を取り付けたがこわくて、スイッチに触れた時にショックを受けるのが厭で、一晩中つけっ放しにしておいた。
ニューヨーク・ジャイアンツの名付け親である
。
大衆性の乏しい無愛想な人柄で、ホワイトハウスでもめったに来客に椅子も勧めず、「早く帰れ」といわんばかりに、テーブルを指で叩くのが癖であったという。
ハリソンとメアリーの間の娘のエリザベスは、4人の孫たちより若かったことで当時話題になった。
身長は5フィート6インチ（約168cm）だった。